# Tomosvaryella calcarata
Tomosvaryella calcarata är en tvåvingeart som beskrevs av Hardy 1968. Tomosvaryella calcarata ingår i släktet Tomosvaryella och familjen ögonflugor. Inga underarter finns listade i Catalogue of Life.